# Maximum Risk
Maximum Risk ist ein US-amerikanischer Actionfilm von Ringo Lam aus dem Jahr 1996 mit Jean-Claude Van Damme in der Hauptrolle.

## Handlung
Mikhail Suverov arbeitet für die russische Mafia und wird in Südfrankreich ermordet. Der französische Polizist Alain Moreau wird von seinem Kollegen Sebastien zum Tatort gerufen und stellt fest, dass der Tote ihm täuschend ähnlich sieht. Ein in seiner Tasche gefundenes Streichholzbriefchen weist auf ein örtliches Hotel hin, wo der Besitzer Alain für „Mikhail Suverov“ hält und ihm die telefonische Nachricht: „Call Alex Bohemia“ gibt. In Mikhails Zimmer liegt ein Pass mit demselben Geburtsdatum wie Alains und ein Flugticket nach New York. Verwirrt befragt Alain seine Mutter, die zugibt, dass er einen Zwillingsbruder hatte, den sie kurz nach der Geburt weggeben musste, weil sie zu arm war, um zwei Kinder zu ernähren. Alain und Sebastien wollen das Büro des Anwalts aufsuchen, der Mikhails Adoption abgewickelt hat. Als sie dort ankommen, steht der Raum in Flammen und ein großer Russe greift Alain an. Alain entkommt mit der Adoptionsakte, die ihm enthüllt, dass Mikhail von einer russischen Familie adoptiert wurde, die nach Amerika eingewandert ist. Alain nimmt den Pass und das Flugticket und fliegt nach New York, um den Tod seines Bruders zu untersuchen und mehr über ihn zu erfahren.
In New York City entdeckt Alain, dass Mikhail ein Mitglied der russischen Mafia war. Gemäß der telefonischen Nachricht: „Call Alex Bohemia“ versucht er mit diesem Alex Kontakt aufzunehmen, wobei es sich herausstellt, dass Alex eine Frau ist. Sie gibt ihm einen Schlüssel zu einem Hotelzimmer. Sicherheitshalber mietet Alain das Zimmer gegenüber. Als Alex sich später mit ihm trifft, verrät er, dass er Mikhails Bruder ist. Schon bald erscheinen Schläger, die Alain töten wollen, weil sie glauben, er sei Mikhail. Alain und Alex, die sich als Mikhails Freundin outet, können fliehen, und Alain erfährt, dass sein Bruder vorhatte, die russische Mafia zu verlassen. Da Mikhail durch einen Zeitungsbericht von der Existenz eines Doppelgängers erfahren hatte, hoffte er, dies für seinen Plan nutzen zu können.
Inzwischen wird das FBI auf Alain aufmerksam, und zwei Agenten kontaktieren ihn. Sie geben an, Mikhail habe Beweise gegen die russische Mafia aufbewahrt, die er ihnen übergeben wollte, um sich zu rehabilitieren. Sie wollen, dass Alain sich als Mikhail ausgibt, um Zugang zu seinem Schließfach in Nizza zu erhalten. In Wirklichkeit wollen sie die Beweise vernichten, weil sie selbst mit der russischen Mafia verstrickt sind. Als Alain erkennt, dass das FBI, aber nicht die Mafia wusste, dass Mikhail tot ist, schließt er daraus, dass es FBI-Agenten waren, die Mikhail getötet haben, und weigert sich zu kooperieren. Es kommt zum Kampf, und Alain fesselt die Agenten mit Handschellen. Anschließend macht er sich mit Alex auf den Weg, um Kirov, den Anführer der russischen Mafia, zu treffen. Doch schon bald erscheint der große russische Schläger aus der Anwaltskanzlei, um Kirov und Alain zu töten. Kirov stirbt und Alain entkommt im Handgemenge, wird aber auf der Flucht vom NYPD festgenommen. Die beiden korrupten FBI-Agenten finden Alex, holen Alain aus dem Gefängnis und benutzen Alex, um Alain zu zwingen, das Material aus dem Schließfach zu holen.
Die Bankrichtlinien schreiben vor, dass Alain nur ohne Begleitung auf das Schließfach zugreifen darf, was die FBI-Agenten dazu zwingt, draußen zu warten. Als Alain das Fach öffnet, findet er darin die Beweise, tausende Dollar in bar, eine Waffe und eine Tonbandaufnahme von Mikhail. Darin gibt er eine Erklärung ab, dem Leben der Mafia zu entfliehen und sich wieder mit seiner Familie zu vereinen. Alain bittet einen Bankangestellten, die Beweise an die US-Botschaft zu übergeben und löst dann die Sprinkleranlage aus, um zu entkommen. Doch der große Russe tötet den Banker und nimmt die Beweise an sich. Alain holt ihn ein, tötet ihn und auch seine Hintermänner. Anschließend jagt Alain die FBI-Agenten, erschießt beide und rettet Alex. Mikhails Beweise für geheime Absprachen der Mafia mit dem FBI führen zu mehreren Verhaftungen. Alain nimmt Alex mit nach Frankreich zu seiner Mutter, damit sie ihr von Mikhail erzählen kann.

## Kritiken
James Berardinelli verglich den Film auf ReelViews mit den in Hongkong produzierten Filmen. Er habe beim Zuschauen den Eindruck gehabt, er hätte den Film bereits zuvor gesehen, wofür die Handlung, die Actionszenen und die Präsenz von Jean-Claude Van Damme verantwortlich seien. Berardinelli spottete, der Drehbuchautor habe die Idee mit den Zwillingsbrüdern einer Seifenoper entnommen. Weiterhin riet er, anstelle dieses Films lieber einen der in Hongkong produzierten Filme des Regisseurs zu sehen.
Peter Stack schrieb in der San Francisco Chronicle vom 14. März 1997, der Film fange „furios“ an, würde aber nach vier Minuten zu einer „peinlichen“ Übung in Sachen Pointenlosigkeit und Vorhersehbarkeit. Die Handlung sei „lahm“, die Dialoge seien „einfallslos“.
Die Zeitschrift Cinema meinte: „Aus „Maximum Risk“ wurde schließlich nicht mehr als ein typischer Van-Damme: ein konventioneller Quickie mit einer Handvoll spektakulärer Actionsequenzen, die die mäßig spannende Dramaturgie um die nötigen Schauwerte bereichern.“
Das Lexikon des internationalen Films schrieb: „Ein ohne größeren Aufwand recht bildkräftig und ökonomisch inszenierter Actionfilm, dessen visuelle Qualitäten allerdings von einigen spekulativen Gewaltdarstellungen überschattet werden.“

## Hintergrund
Der Film wurde unter anderem in Nizza, Paris, New York City und Toronto gedreht. Seine Produktionskosten betrugen schätzungsweise 25 Millionen US-Dollar. Er spielte in den Kinos der USA ca. 14,5 Millionen US-Dollar ein und ca. 51,7 Millionen US-Dollar weltweit.
Der Film wurde auch als gekürzte VHS-Kassette mit einer Altersfreigabe ab 16 Jahren veröffentlicht.
Im Jahr 1998 wurde die ungekürzte Fassung des Films indiziert. Im September 2019 wurde diese Indizierung vorzeitig wieder aufgehoben. Eine Neuprüfung durch die FSK im Mai 2020 ergab eine Altersfreigabe ab 16 Jahren für die ungekürzte Fassung.